# Gnatholepis cauerensis
 Gnatholepis cauerensis és una espècie de peix de la família dels gòbids i de l'ordre dels perciformes.

## Subespècies
- Gnatholepis cauerensis australis (Randall & Greenfield, 2001)
- Gnatholepis cauerensis cauerensis (Bleeker, 1853)
- Gnatholepis cauerensis hawaiiensis (Randall & Greenfield, 2001)
- Gnatholepis cauerensis pascuensis (Randall & Greenfield, 2001)[1]